# Abbaye d'Elten
L’abbaye d’Elten (aujourd'hui à Emmerich) a été fondée vers 967 et dissoute entre 1803 et 1811. Ce couvent de Rhénanie bénéficiait de l'immédiateté impériale.

## Fondation
Entre la fin du IXe et le début du Xe siècle, un château fort des comtes de Hamaland se dressait au sommet de l’Eltenberg, colline qui surplombe de 60 m la plaine du Rhin. D'après les fouilles menées dans les années 1960, cette forteresse aurait été édifiée après les invasions normandes. Les sources font mention d'une visite de l'empereur Othon Ier en 944.
C'est sans doute en 967 que le comte Wichmann d'Hamaland a fondé un couvent, car l’empereur Othon Ier fit donation en 968 à l'abbaye d'Elten d'un fief d'Empire, très certainement celui que le comte Wichmann avait en tenure. En outre, l'empereur confirma en 970 la propriété des fiefs héréditaires que l'abbaye avait reçus du comte Wichmann.
En 970, le comte Wichmann remit l'abbaye à l'autorité du pape. Sa fille, Liutgarde, fut la première abbesse. Le couvent était consacré à Saint Vit. Othon II plaça dès 973 l'abbaye sous protection impériale, de sorte que les sœurs obtinrent le droit d'élire leurs abbesses, et bénéficièrent de l'immunité. Il revenait toutefois à l'évêque d'Utrecht d'approuver l'élection de l'abbesse.
Mais il advint que la sœur de la première abbesse, Adèle d'Hamaland, contestât la légalité de la donation : elle exigea le partage des terres de son père. Il s'ensuivit une faide au cours de laquelle le mari de la plaignante, le comte Baldéric[Lequel ?] de Drenthe mit à sac l'abbaye à deux reprises. À la mort de l'abbesse Liutgarde, Adèle et le comte durent comparaître à devant le lit de justice impérial ; le conflit ne s'éteignit toutefois qu'à la mort d'Adèle, vers 1017. Lors du procès en succession de 996, l’empereur Othon III décida de placer le couvent sous sa protection personnelle, lui attribuant ainsi un rang protocolaire équivalant à celui des abbayes royales d’Essen, de Quedlinbourg et de Gandersheim ; il prorogea les donations de Wichmann en autorisant l'abbaye à prélever la dîme pour Saint-Pierre. Il confirma les donations des deux premiers empereurs ottoniens, enfin l'immunité et le droit des moniales à élire l'abbesse, sous réserve d'approbation de l'évêque d'Utrecht.

## Au cours du Moyen Âge

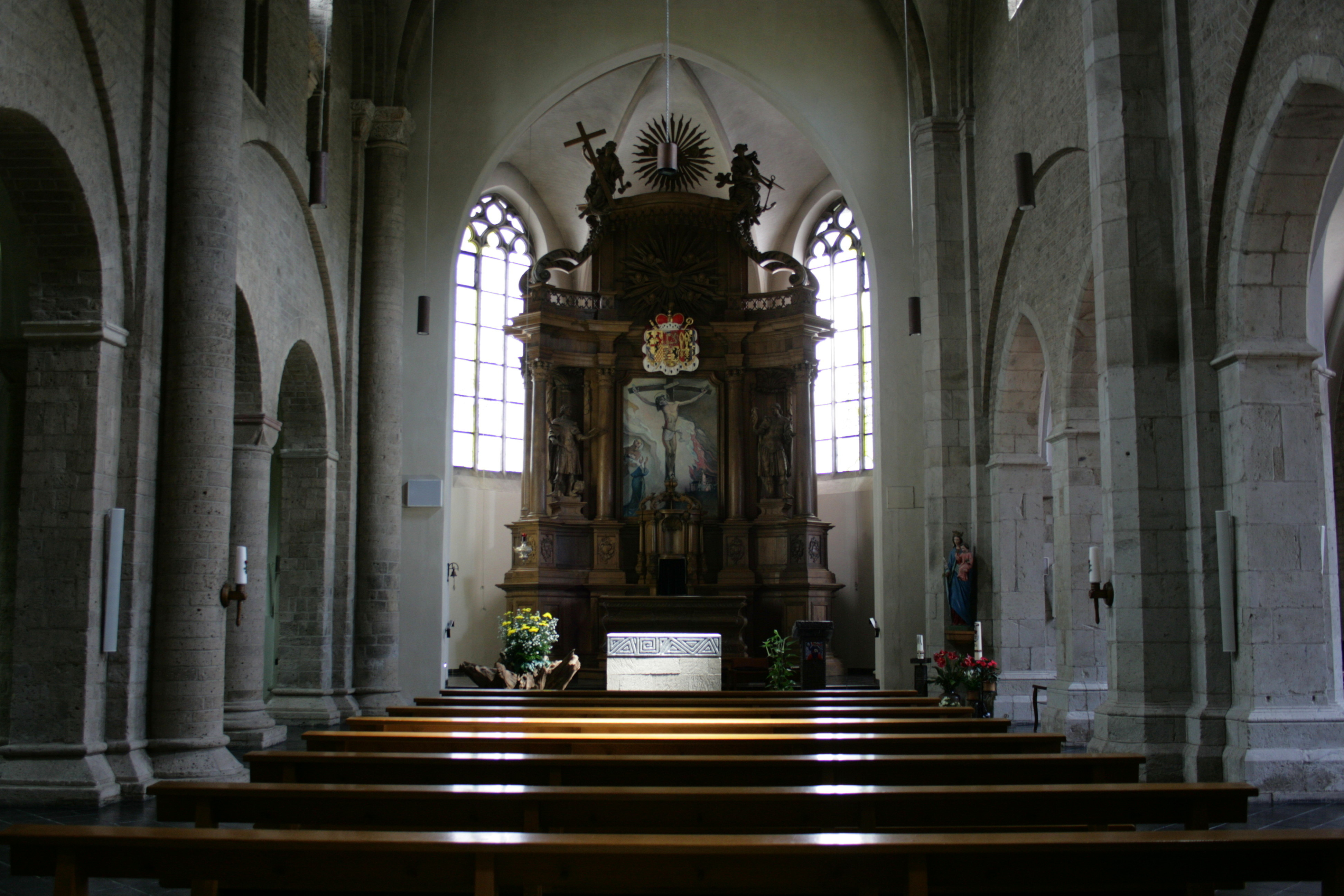
Détail du maître-autel, à l'intérieur de la chapelle.

La congrégation perdit temporairement le bénéfice de l'immédiateté impériale sous le règne d'Henri IV, qui fut attribué en 1083 à l'archevêque de Hambourg-Brême. Mais en 1129 au plus tard, l'abbaye redevenait impériale, comme en témoigne un diplôme de Lothaire III.
À partir du XIIe siècle, les abbesses eurent le statut de princesses d'empire. Elles étaient couronnées par le roi lui-même ou l'un de ses émissaires, mais cela n'est attesté qu'à partir de 1403. L'abbesse Elsa (1390) fut la première à recevir cette dignité.
La toute première chapelle, édifiée vers 1100, était une grande basilique romane, longue de 65 m et coiffée d’une coupole octogonale. La chapelle fut consacrée en 1129 par l'évêque Sigward de Minden en présence de l'empereur Lothaire. À cette occasion, l'empereur promulgua le prélèvement annuel de deux livres sur les rentes de l'octroi de Duisbourg comme rente de la congrégation.

## Possessions et territoire
En 1789, le territoire environnant, propriété de la congrégation, s'étendait sur 1 469 ha : au-delà du couvent, il englobait les bourgs de Hochelten et de Niederelten et les villages voisins
Au-delà, la congrégation disposait de droits contestés sur des terres se trouvant pour partie dans les actuels Pays-Bas, et pour partie dans le duché de Clèves : un chapelet de fiefs compris entre Arnhem et Xanten. Ces possessions furent confirmées au XIIe siècle par un privilège (1129) de l'empereur Lothaire.

## La prévôté
L’abbesse avait le pouvoir de nommer elle-même le prévôt, comme l'atteste un diplôme du Xe siècle. Au XVe siècle, la prévôté était traditionnellement attribuée aux ducs de Gueldre. Après la chute de la Gueldre en 1473, cet office revint naturellement à Charles le Téméraire, lequel l'attribua immédiatement aux ducs de Clèves. Puis les électeurs de Brandebourg, nouveaux princes de Clèves, reprirent la fonction à partir de 1614. Avec la construction du Brandebourg-Prusse, les princes de Hohenzollern s'efforcèrent de plus en plus de limiter les prérogatives des abbesses : ainsi, ils firent annoncer lors de la foire Saint-Vit de 1683 que la juridiction civile serait désormais exercée en pleine souveraineté par le Brandebourg. Les princes de Prusse cherchaient en outre à contrôler l'élection des abbesses, sans succès pourtant jusqu'en 1678. Le droit de chasse fut retiré au XVIIe siècle.
Toutefois, tandis qu'elles perdaient leur souveraineté sur les terres au profit du Brandebourg-Prusse, les moniales purent compter jusqu'en 1803 sur leur statut juridique impérial et leurs rentes sur les octrois, à l'exception du péage de la foire Saint-Vit, accordé dès 1433 au prévôt.

## Évolution du couvent après la Réforme

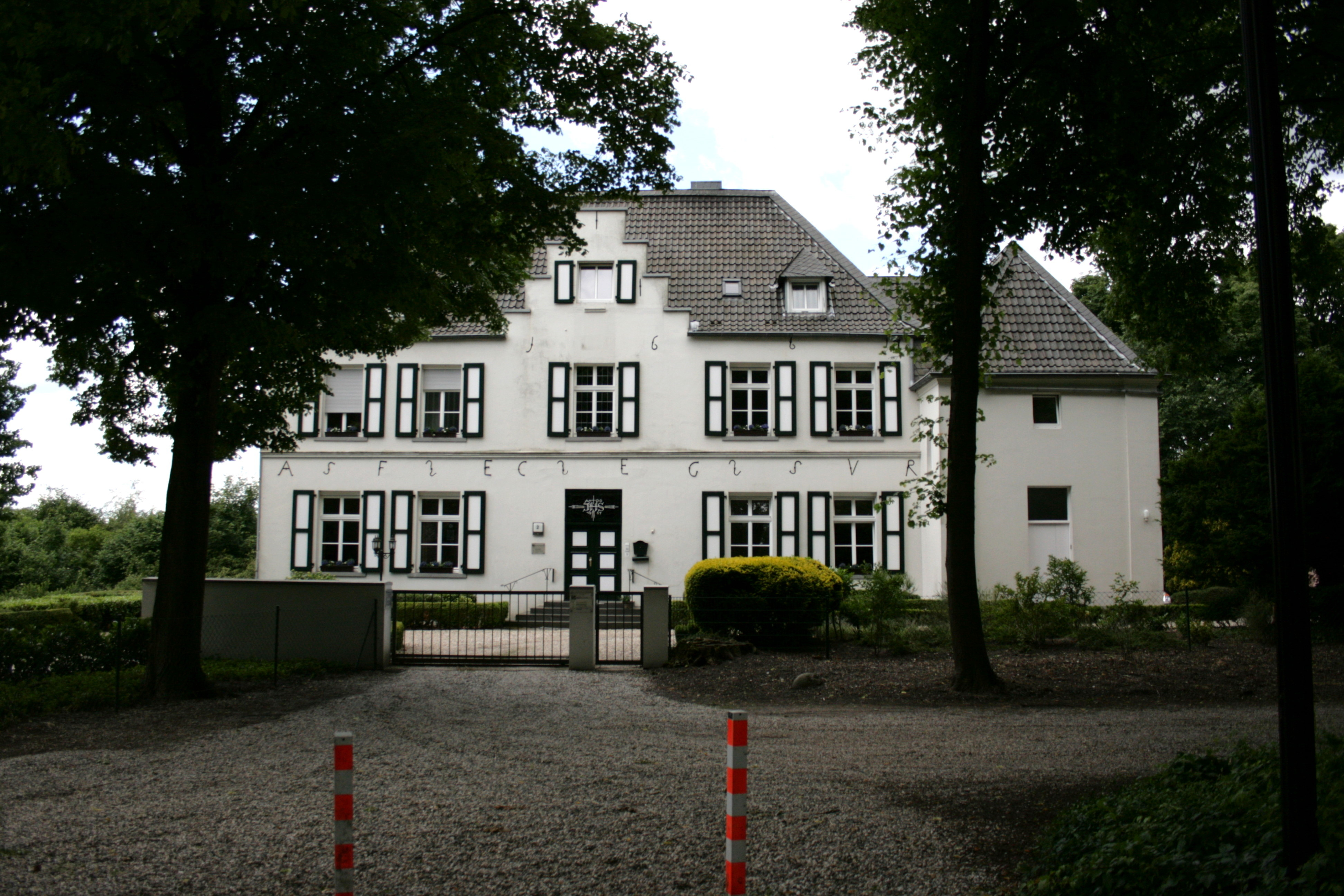
La maison des abbesses au XVII.

On dispose de peu de témoignages sur la congrégation avant la réforme : seule une liste de l'an 1380 fournit les noms de douze chanoinesses et de leurs douze assistantes. Toutefois, les nécrologies des XVe et XVIe siècles ont permis de recenser 60 familles parmi les fidèles de l'abbaye, mais sa portée est controversée. À partir du XVe siècle, les chanoinesses ne se recrutaient sans doute plus que dans le haut-clergé.
La chapelle et les édifices conventuels furent détruits en 1585 au cours de la Furie iconoclaste. Pour les soixante années qui suivirent, les moniales durent trouver refuge dans une maison de l'Ordre, à Emmerich. Quant à la chapelle, elle ne fut restaurée qu'en partie, avant d'être reconstruite en 1670. La dissolution de l'évêché d'Utrecht, consécutive aux progrès de la Réforme, assura en 1669 une exemption totale à l'abbaye, qui ne dépendait plus d'aucun cercle électoral. Les abbesses n'étaient pas même membres du Consistoire rhénan.
Au XVIIIe siècle, il n'y avait plus que six prébendes pour les chanoinesses, quatre étant désormais réservées à des chanoines. L'abbesse était assistée par une doyenne et une économe ; et si, dans les premiers temps, les rentes d'une prébende ne revenaient aux moniales que dans la mesure où elles avaient rejoint physiquement l'abbaye, ce n'était plus guère le cas à partir du XVIIe siècle. Parfois, les moniales étaient admises encore enfant et étaient éduquées au sein du couvent.

## La dissolution
Le recès de la Diète d'Empire de 1803 attribua les abbayes sécularisées d’Essen et d’Elten, ainsi que l’abbaye de Werden à la Prusse, qui dut à son tour les remettre en 1806 au Grand-duché de Berg. La congrégation elle-même sera dissoute en 1811.
La chapelle fut pratiquement rasée à la fin de la Seconde guerre mondiale. Elle a été reconstruite selon les canons romans, aux dimensions de l'édifice de 1670. Seuls quelques corps de logis conventuels voisins de la chapelle ont pu être préservés. La résidence des abbesses et le collège Saint-Stanislas abritent désormais une retraite jésuite.

## Le trésor de l'abbaye
Un témoignage du rayonnement du couvent est son trésor, qui consistait en objets liturgiques et reliques. Une part considérable de ces objets a disparu au cours des guerres napoléoniennes avant d'être restitués à la chapelle ; mais l'objet le plus précieux est à présent détenu par des particuliers : c'est un reliquaire de plus de 50 cm de hauteur, orné d'émaux et d'ivoire, représentant l'ancienne basilique et sa coupole. Il est exposé au Victoria and Albert Museum à Londres. Deux ostensoirs gothiques (vers 1400) ont également été perdus au cours des déménagements de la seconde guerre mondiale. Le trésor de l'abbaye est aujourd'hui exposé au public avec celui de l'ancienne congrégation Emmeric-Martin, dans l'église Saint-Martin.

## Les abbesses
- 968–973 : Liutgard Ire[19]
- 993–997 : Liutgard II (incertain, peut-être la même personne que Liutgard Ire)
- : Richardis
- –1056 : Riklindis
- : Ermengarde Ire
- : Giltrude
- –1229 : Ermengarde II
- : Adélaïde Ire
- : Guda
- 1241–1244 Adélaïde de Lippe
- 1273–1280 : Godela
- 1301–1328 : Mabilia de Batenburg
- 1336 Ermengarde von dem Berge
- 1340–1365 : Ermengarde III de Berg
- 1365–1402 : Élisabeth Ire von Holtzate
- mars 1402–3 janvier 1443: Lucie de Kerpen
- 26 mars 1443 – 25 mai 1475: Agnès de Bronckorst
- 30 juin 1475 – 17 octobre 1513: Élisabeth II, comtesse de Dhaun-Kyrburg (née vers 1450), sans doute la fille benjamine du comte Jean IV von Dhaun (1410-1476)
- 1513–1544 : Veronica von Reichenstein
- 15 mars 1544– 23. Mai 1572: comtesse Madeleine zu Wied-Runkel et Isenburg
- 7. August 1572– 13 mars 1603: comtesse Marguerite zu Manderscheid-Blankenheim
- 1603–1645 : Agnès-Elizabeth, comtesse de Limbourg-Bronkhorst-Stirum (1563–1645)
- 1645–1674 : comtesse Maria-Sophie de Salm-Reifferscheid, déjà abbesse de Vreden.
- 16 février 1674 – 9 mars 1708: comtesse Marie-Françoise Ire de Manderscheid-Blankenheim, et abbesse de Vreden.
- 1708 – 12 janvier 1717: comtesse Anna-Juliana de Manderscheid-Blankenheim, coadjutrice depuis 1701, et princesse-abbesse de Thorn depuis 1706.
- 11 février 1717 – 15 octobre 1727: comtesse Marie-Eugénie de Manderscheid-Blankenheim (sœur de la précédente)
- 20 novembre 1727 − 15 avril 1740: comtesse Marie-Éléonore Ernestine de Manderscheid-Blankenheim (sœur de la précédente)
- 1740–1784 : comtesse Marie-Françoise II de Manderscheid(-Blankenheim et de Gerolstein) (1699-1784)
- 1784–1789 : Walburge Marie, chambellan de Waldburg-Zeil-Wurzach († 1er novembre)
- 1790–1796 : comtesse Joséphine-Marie zu Salm-Reifferscheid-Bedburg (1731–1796)
- 1796–1805 : comtesse Maximilienne Françoise von Salm-Reifferscheid (1765-1805)
- Dez. 1805 : princesse Louise-Wilhelmine Frédérique de Radziwill (1797-1809), fille de Louise de Prusse (1770-1836) et du prince Anton Radziwiłł; elle ne put prendre ses fonctions compte tenu que la Prusse venait de céder le duché de Clèves à la France.
- 1806–1811 : Laetitia Joséphine Murat (1802–1859), fille de Joachim Murat et de Caroline Bonaparte, avec lesquels elle partit en 1808 à Naples. La charge d'abbesse n'était déjà plus qu'un titre de pension de l'Empire français.